# Амишта
Амишта — село в Хунзахском районе республики Дагестан. Административный центр «Сельсовет Амиштинский».

## География
Село расположено на Хунзахском плато.

## Население
| 1888 | 1895 | 1926 | 1939 | 1970 | 1989 | 2002 |
| ---- | ---- | ---- | ---- | ---- | ---- | ---- |
| 121  | ↗141 | ↘135 | ↗153 | ↘145 | ↗158 | ↘153 |
| 2010 | 2021 |      |      |      |      |      |
| ↘126 | ↗161 |      |      |      |      |      |